# Håkan Lindquist

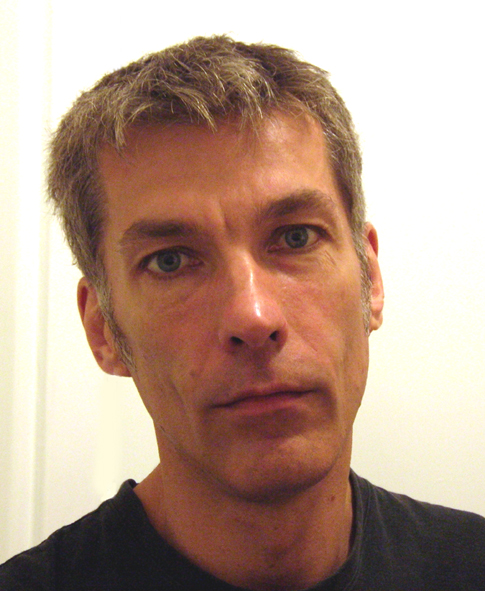
Håkan Lindquist (2006)

Håkan Lindquist (* 28. März 1958 in Oskarshamn; † 15. Dezember 2022 in Stockholm) war ein schwedischer Schriftsteller. Er lebte in Stockholm und Berlin. Seine Romane behandeln unter anderem das Thema der gleichgeschlechtlichen Liebe.

## Leben
Lindquist begann seine Schriftstellerkarriere 1993 mit dem Roman Min bror och hans bror (wörtlich Mein Bruder und sein Bruder), der 2007 als Paul, mein großer Bruder auch in Deutschland erschien. Er erzählt von dem Jugendlichen Jonas, der eines Tages die Jacke seines verstorbenen Bruders Paul auf dem Dachboden findet. In der Jacke liegt ein Brief, der auf eine homosexuelle Beziehung zu einem anderen Jungen hinweist. Das Buch wurde in mehrere Sprachen übersetzt, u. a. bekam die französische Übersetzung den Literaturpreis Prix Littéraire de la Bordelaise de Lunetterie.
Lindquist schrieb darüber hinaus Artikel und Kritiken zu diversen skandinavischen Publikationen. Zusätzlich schrieb er das Libretto zur Oper William, die eine fiktive Liebesbeziehung zwischen William Shakespeare und Christopher Marlowe behandelt. Die Oper wurde im Juli 2006 im Schloss Vadstena uraufgeführt.

## Schriften (Auswahl)
| Sprache                                                            | Titel                                                              | Übersetzung                                                        | Verlag                                                             | Ort                                                                | Jahr                                                               | ISBN                                                               |
| Paul, mein großer Bruder (wörtlich: „Mein Bruder und sein Bruder“) | Paul, mein großer Bruder (wörtlich: „Mein Bruder und sein Bruder“) | Paul, mein großer Bruder (wörtlich: „Mein Bruder und sein Bruder“) | Paul, mein großer Bruder (wörtlich: „Mein Bruder und sein Bruder“) | Paul, mein großer Bruder (wörtlich: „Mein Bruder und sein Bruder“) | Paul, mein großer Bruder (wörtlich: „Mein Bruder und sein Bruder“) | Paul, mein großer Bruder (wörtlich: „Mein Bruder und sein Bruder“) |
| ------------------------------------------------------------------ | ------------------------------------------------------------------ | ------------------------------------------------------------------ | ------------------------------------------------------------------ | ------------------------------------------------------------------ | ------------------------------------------------------------------ | ------------------------------------------------------------------ |
| sv                                                                 | Min bror och hans bror                                             | ×                                                                  | Rabén & Sjögren                                                    | Stockholm                                                          | 1993                                                               | ISBN 978-91-29-62169-3                                             |
| no                                                                 | Min bror og hans bror                                              | Henning Hagerup                                                    | Gyldendal                                                          | Oslo                                                               | 1994                                                               | ISBN 978-82-05-22600-5                                             |
| dk                                                                 | Min bror og hans bror                                              | Tom Havemann                                                       | Høst                                                               | Kopenhagen                                                         | 1994                                                               | ISBN 978-87-14-19258-7                                             |
| sv                                                                 | Min bror och hans bror                                             | ×                                                                  | Rabén & Sjögren                                                    | Stockholm                                                          | 1996                                                               | ISBN 978-91-29-63853-0                                             |
| nl                                                                 | Ik heb een broer gehad                                             | Else Claus                                                         | Clavis                                                             | Amsterdam                                                          | 1996                                                               | ISBN 978-90-6822-385-9                                             |
| is                                                                 | Bróðir minn og bróðir hans                                         | Ingibjörg Hjartardóttir                                            | Skjaldborg                                                         | Reykjavík                                                          | 1997                                                               | ISBN 978-9979-57-375-3                                             |
| fr                                                                 | Mon frère et son frère                                             | Anne Ruchaud                                                       | Gaïa                                                               | Larbey                                                             | 2002                                                               | ISBN 978-2-910030-96-4                                             |
| sv                                                                 | Min bror och hans bror                                             | ×                                                                  | Tiden                                                              | Stockholm                                                          | 2002                                                               | ISBN 978-91-88879-11-0                                             |
| hu                                                                 | Testvérem – testvéred                                              | Farkas László                                                      | Masculus                                                           | Budapest                                                           | 2004                                                               | ISBN 978-963-216-020-7                                             |
| it                                                                 | Mio fratello e suo fratello                                        | Simona Colombo                                                     | Cardo                                                              | Albano Laziale                                                     | 2006                                                               | ISBN 978-88-6075-000-6                                             |
| fr                                                                 | Mon frère et son frère                                             | Anne Ruchaud                                                       | 10/18                                                              | Paris                                                              | 2006                                                               | ISBN 978-2-264-04060-2                                             |
| de                                                                 | Paul, mein großer Bruder                                           | Carsten Neumann                                                    | Bruno Gmünder Verlag                                               | Berlin                                                             | 2007                                                               | ISBN 978-3-86187-432-4                                             |
| en                                                                 | My Brother and His Brother                                         | Håkan Lindquist                                                    | Bruno Gmünder Verlag                                               | Berlin                                                             | 2011                                                               | ISBN 978-3-86787-085-6                                             |
| (wörtlich: „Der Traum zu leben“)                                   |                                                                    |                                                                    |                                                                    |                                                                    |                                                                    |                                                                    |
| sv                                                                 | Dröm att leva                                                      | ×                                                                  | Rabén & Sjögren                                                    | Stockholm                                                          | 1996                                                               | ISBN 978-91-29-63853-0                                             |
| dk                                                                 | En særlig sommer                                                   | Dorthe Wendt                                                       | Modtryk                                                            | Århus                                                              | 1997                                                               | ISBN 978-87-7394-476-9                                             |
| is                                                                 | Í draumi lífsins                                                   | Ingibjörg Hjartardóttir                                            | Skjaldborg                                                         | Reykjavík                                                          | 1998                                                               | ISBN 978-9979-57-415-6                                             |
| de                                                                 | Ein Traum vom Leben                                                | Stephan Niederwieser                                               | Bruno Gmünder Verlag                                               | Berlin                                                             | 2008                                                               | ISBN 978-3-86187-869-8                                             |
| (wörtlich: „Über das Sammeln von Briefmarken“)                     |                                                                    |                                                                    |                                                                    |                                                                    |                                                                    |                                                                    |
| sv                                                                 | Om att samla frimärken                                             | ×                                                                  | Kabusa                                                             | Göteborg                                                           | 2003                                                               | ISBN 978-91-89680-10-4                                             |
| fr                                                                 | De collectionner les timbres                                       | Anne Ruchaud                                                       | Gaïa                                                               | Larbey                                                             | 2004                                                               | ISBN 978-2-84720-030-0                                             |
| sv                                                                 | Om att samla frimärken                                             | ×                                                                  | Kabusa                                                             | Göteborg                                                           | 2006                                                               | ISBN 978-91-89680-12-8                                             |
| it                                                                 | Il collezionista di francobolli                                    | Simona Colombo                                                     | Cardo                                                              | Albano Laziale                                                     | 2007                                                               | ISBN 978-88-6075-009-9                                             |
| de                                                                 | Der Briefmarkensammler                                             | Stephan Niederwieser                                               | Bruno Gmünder Verlag                                               | Berlin                                                             | 2010                                                               | ISBN 978-3-86787-063-4                                             |
| (wörtlich: „In einem anderen Land“)                                |                                                                    |                                                                    |                                                                    |                                                                    |                                                                    |                                                                    |
| sv                                                                 | I ett annat land                                                   | ×                                                                  | Kabusa                                                             | Göteborg                                                           | 2006                                                               | ISBN 978-91-89680-67-8                                             |
| dk                                                                 | I et andet land                                                    | Nanna Gyldenkærne                                                  | Høst                                                               | Kopenhagen                                                         | 2008                                                               | ISBN 978-87-638-0778-4                                             |